# Edvard Skari
Edvard Otto Rossing Skari (9. června 1839, Christiania – 8. prosince 1903 tamtéž) byl norský malíř marin a fotograf.

## Životopis
Byl vychován v Hadelandu a v letech 1870–1872 studoval u profesora a malíře marín Carla Frederika Sørensena na Dánské královské akademii v Kodani.
Bydlel v Christianii, ale měl stálý letní ateliér ve Hvasseru.
Na světové Výstavě ve Vídni (1873) se podílel obrazem rybářů Fiskere for storm søgende havn (NKL).
Další významné Skariho obrazy nejsou příliš dobře známé, jedná se o Ny-Hellesund (1875, Elverum kunstforening), Elva i Flekkefjord (1880, Flekkefjord kunstforening), Ved Torunge (1881).
Skari byl také od roku 1870 vášnivým fotografem, fotografoval především krajiny.

## Galerie

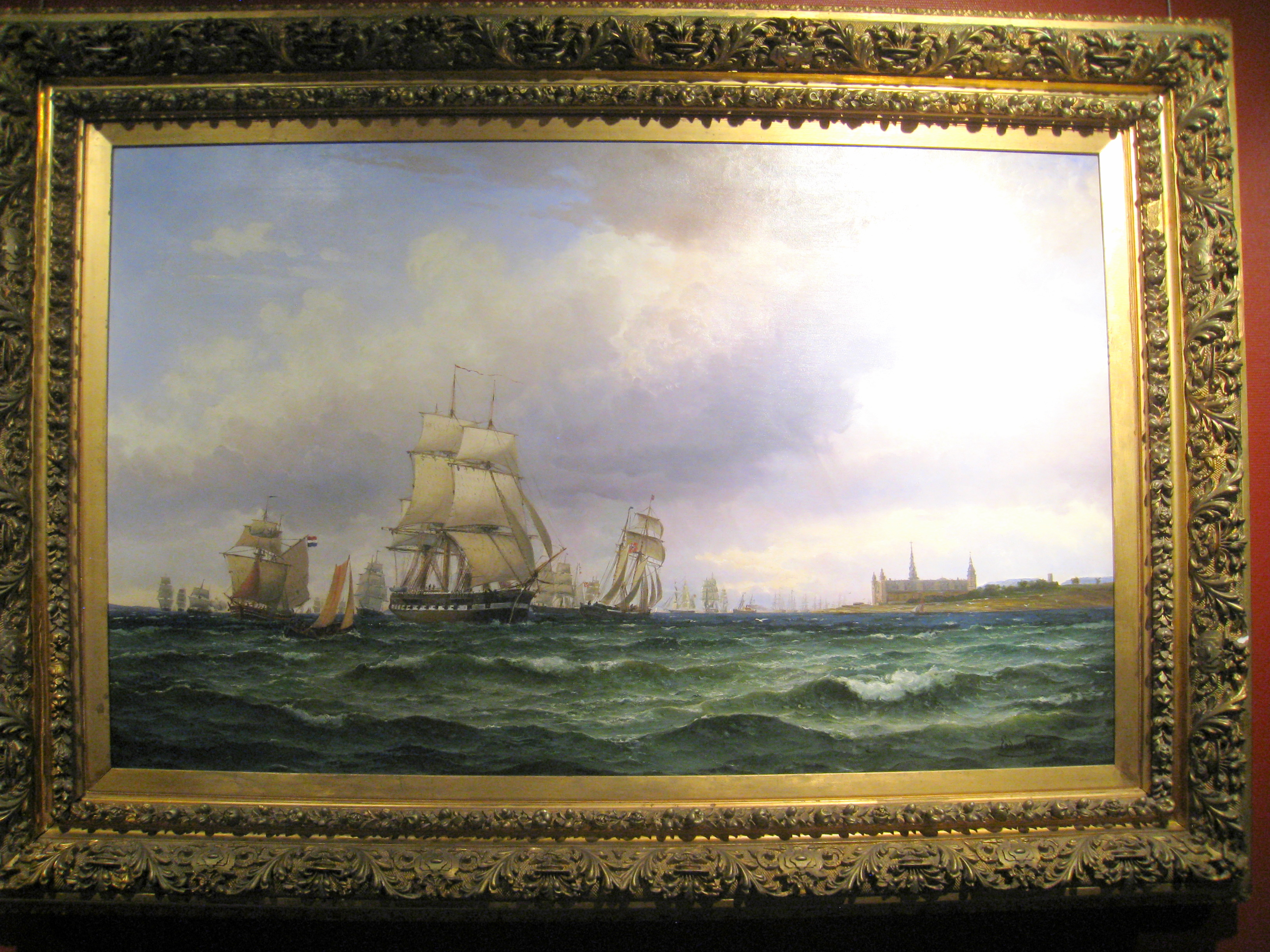
Marinefregatt u hradu Kronborg, 1878, olej 80x126 cm, Sjøfartsmuseet (Námořní muzeum)
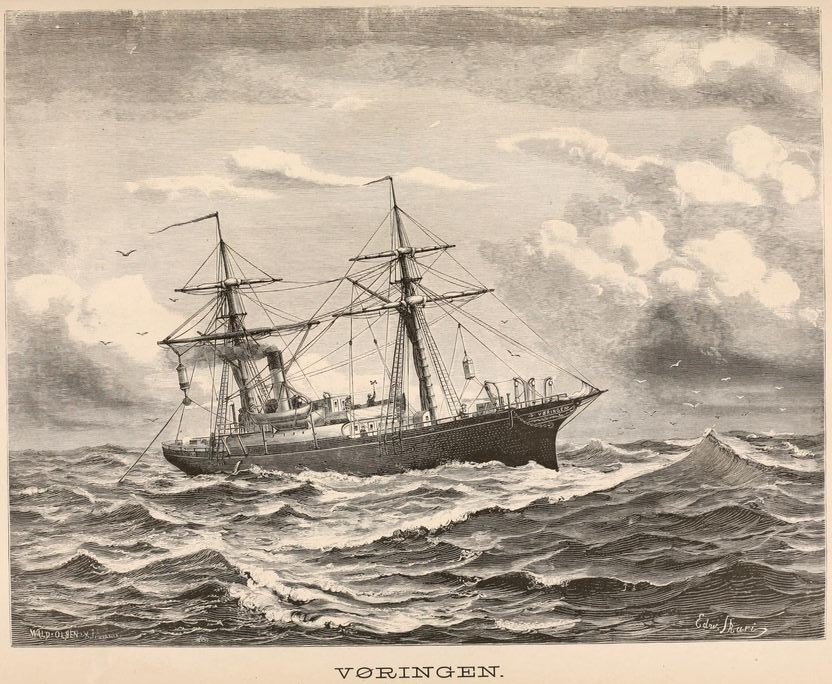
DS Vøringen, 1861
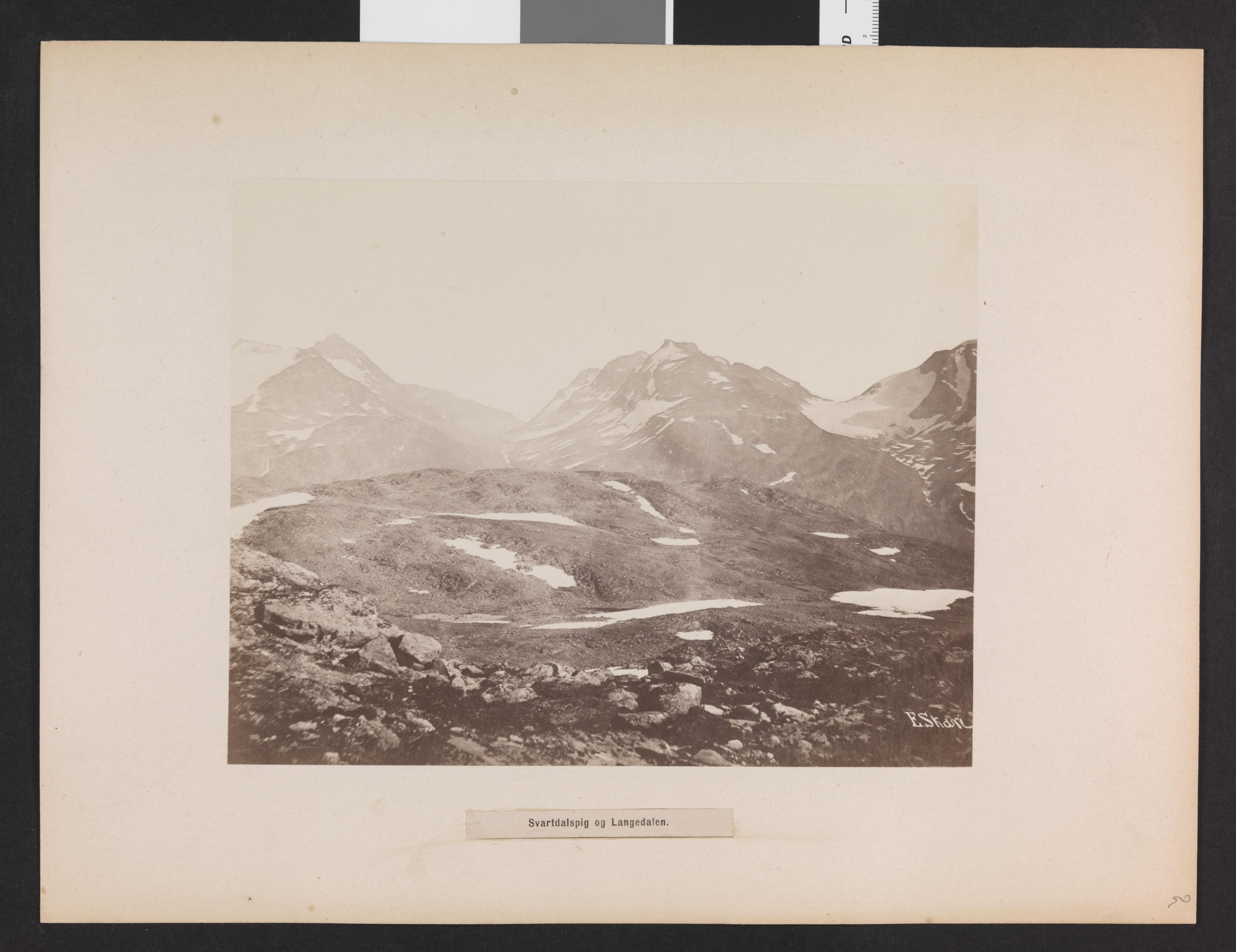
Svartdalspig og Langedalen
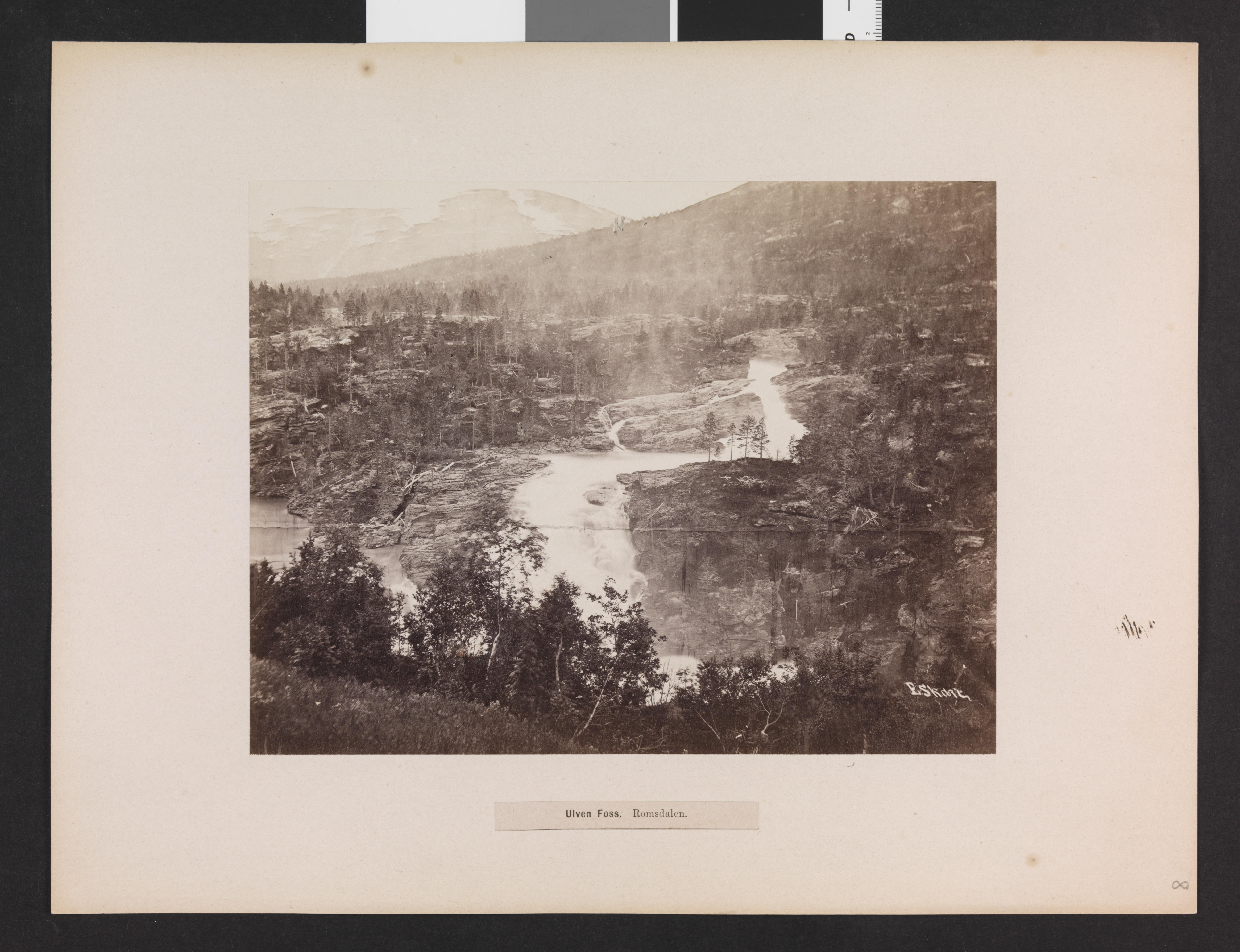
Ulven foss, Vlčí vodopád. Romsdalen
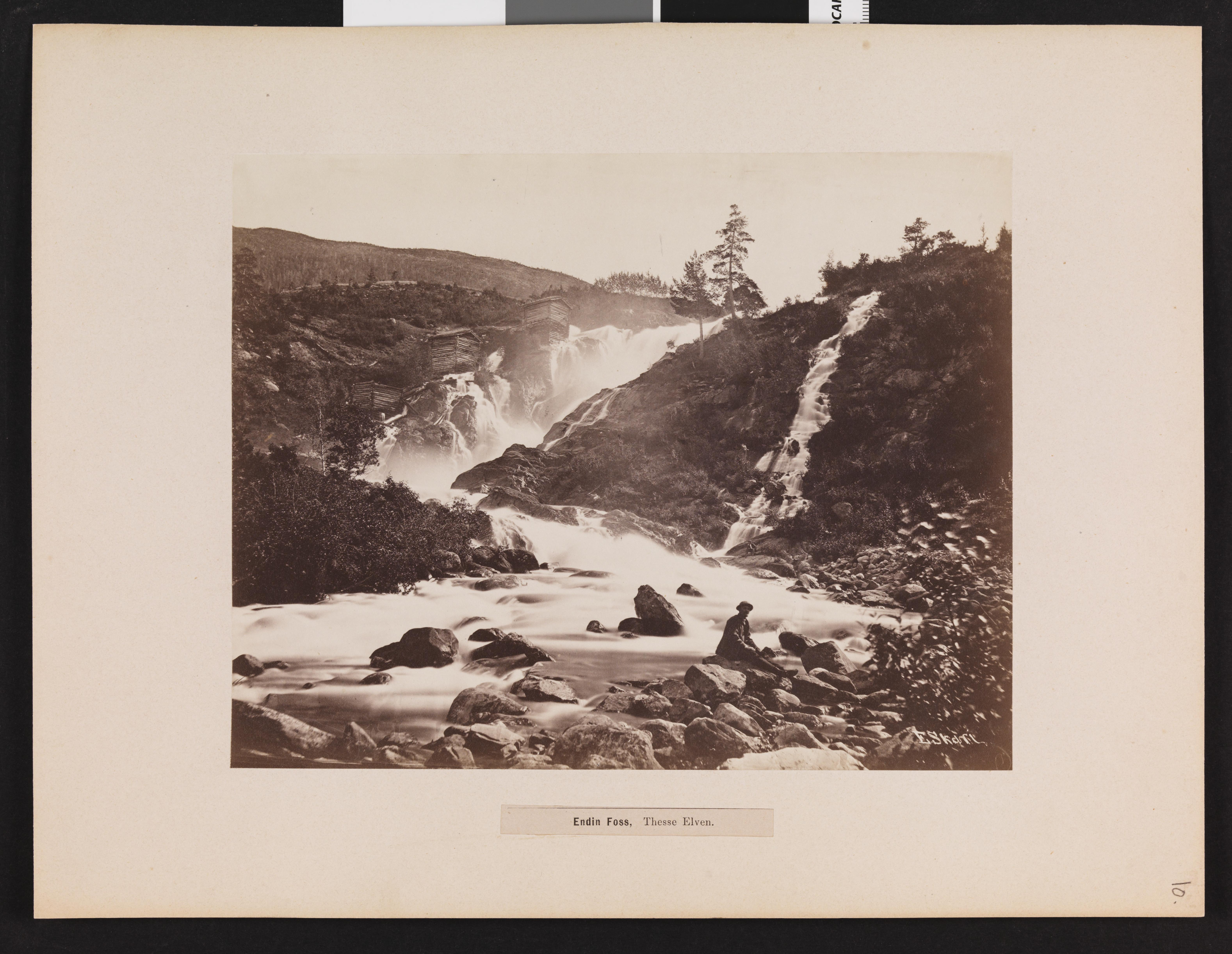
Vodopád Endin Foss. Thesse Elven
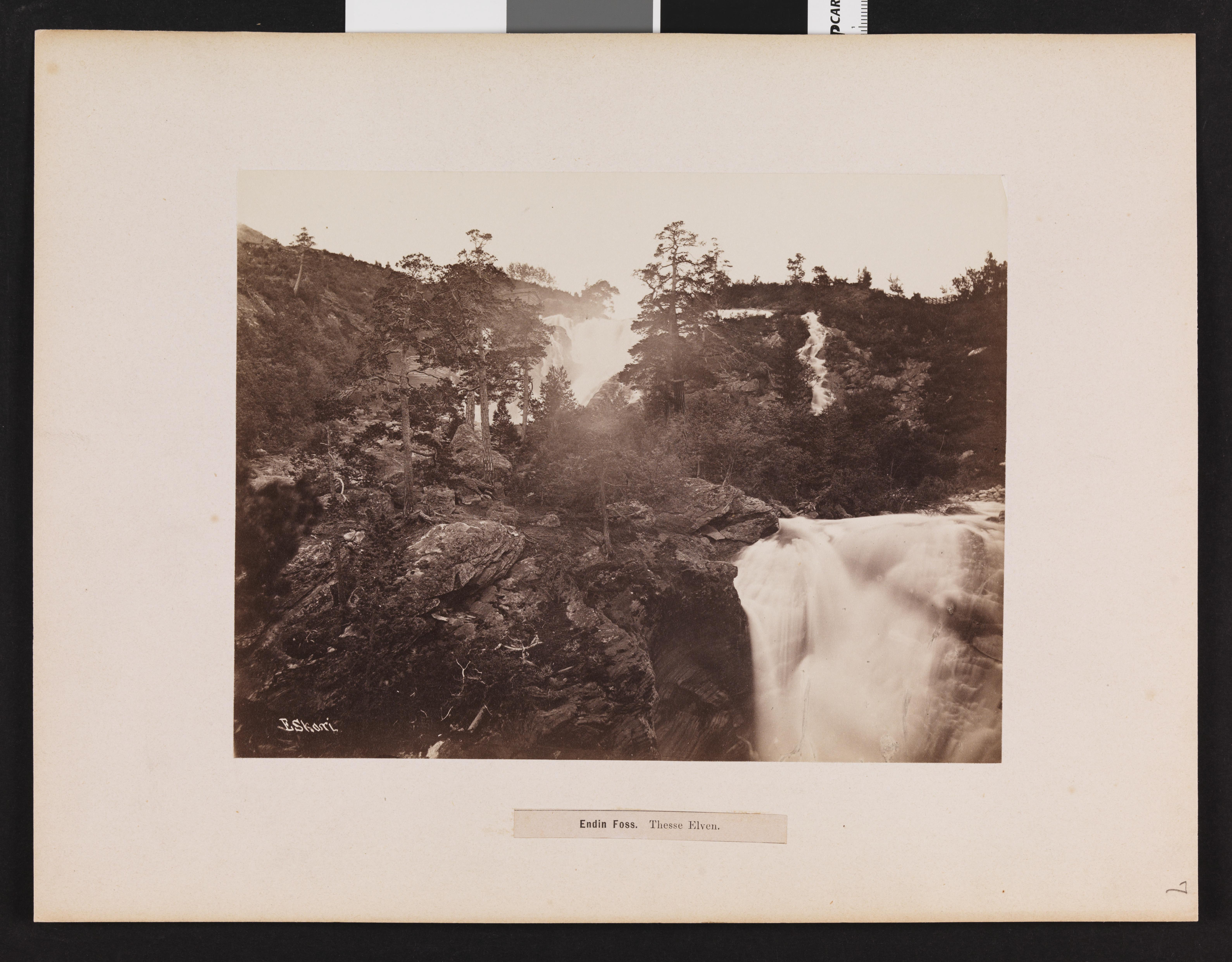
Vodopád Endin Foss. Thesse Elven
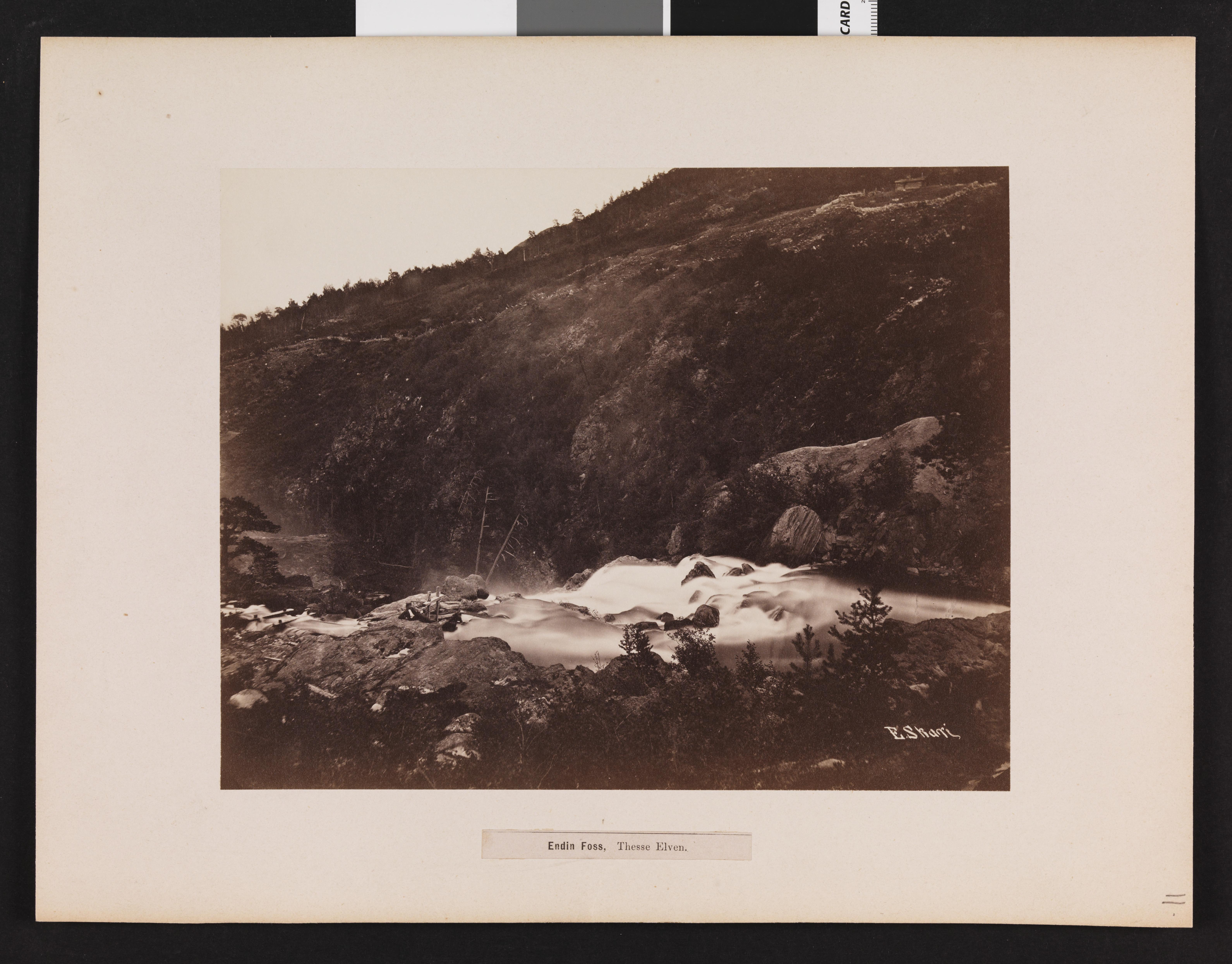
Vodopád Endin Foss. Thesse Elven